# Фроловка (Ростовская область)
Фроловка — хутор в Миллеровском районе Ростовской области России. Входит в состав Титовского сельского поселения.

## География
Расположен у реки Деркул,  у государственной границы с Украиной.

### Улицы
- ул. Центральная,
- пер. Школьный.

## Население
| 2010 |
| ---- |
| 19   |